# Schweizerische Management Gesellschaft
Die Schweizerische Management Gesellschaft (SMG) ist ein Schweizer Verein mit Sitz in Zürich.
Die 1961 gegründete Gesellschaft gibt an, eine ausschliesslich immateriellen Zielen verpflichtete, politisch und konfessionell neutrale Vereinigung von derzeit ungefähr 1300 Geschäftsleitungsmitgliedern aus schweizerischen Unternehmen zu sein. Der Vorstand konstituierte sich 2016 aus 13 Mitgliedern.